# Generador d'oxigen químic
Un generador d'oxigen químic és un dispositiu que allibera oxigen mitjançant una reacció química. La font d'oxigen sol ser un superòxid inorgànic, clorat o perclorat; els ozonurs són un prometedor grup de fonts d'oxigen.
Els generadors generalment s'encenen amb un piu percussor, i la reacció química sol ser exotèrmica, el que converteix al generador en un perill potencial d'incendi. El superòxid de potassi es va utilitzar com a font d'oxigen en les missions tripulades del programa espacial soviètic, per a l'extinció d'incendis i per al rescat en mines.

## En avions comercials

Diagrama d'un sistema generador d'oxigen químic

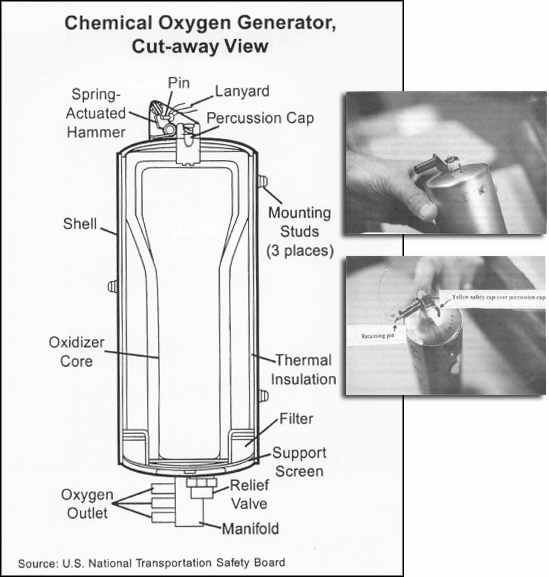
Generador d'oxigen químic, vista de tall transversal

Els avions comercials proporcionen oxigen d'emergència als passatgers per protegir-los de les baixades de pressió de la cabina. Els generadors químics d'oxigen no s'utilitzen per a la tripulació de la cabina, que generalment se subministren emprant envasos d'oxigen comprimit també coneguts com a bombones d'oxigen. Als avions de cos estret, per a cada fila de seients hi ha màscares d'oxigen i generadors d'oxigen. En alguns avions de cos ample, com ara el DC-10 i IL-96, les bombones i les màscares d'oxigen estan muntats en la part superior dels respatllers dels seients, ja que el sostre està massa alt per sobre dels passatgers. Si es produeix una descompressió, els panells s'obren o bé mitjançant un interruptor de pressió automàtic o mitjançant un interruptor manual, i les màscares s'alliberen. Quan els passatgers tiren de la màscara, treuen els passadors de retenció i desencadenen la producció d'oxigen.
El nucli oxidant és el clorat de sodi (NaClO₃), que es barreja amb menys de 5 per cent de peròxid de bari (BaO₂) i menys d'un 1 per cent de perclorat de potassi (KClO₄). Els explosius en el casquet de percussió són una barreja explosiva d'estifnat de plom i tetrazè. La reacció química és exotèrmica i la temperatura exterior del recipient arribarà als 260 °C. Produirà oxigen durant 12 a 22 minuts. El generador de dues màscares té un diàmetre d'uns 63 mm (2,5 in) i una llargada de 223 mm (8,8 in). El generador de tres màscares té un diàmetre d'uns 70 mm (2,8 in) i una llargada de 250 mm (2,8 in).
L'activació accidental de generadors caducats enviats incorrectament va causar l'accident del vol 592 de ValuJet, on van morir a totes les persones que estaven a bord. Un ATA DC-10, el vol 131, també va ser destruït mentre estava estacionat a l'aeroport d'O'Hare, el 10 d'agost de 1986. La causa va ser l'activació accidental d'un contenidor d'oxigen, contingut a la part posterior d'un seient DC-10 trencat, que s'enviava al compartiment de càrrega a una estació de reparació. No es van produir víctimes mortals o ferits perquè l'avió no contenia passatgers quan va esclatar l'incendi.

## Espelma d'oxigen
Una espelma de clorat, o una espelma d'oxigen, és un generador d'oxigen químic cilíndric que conté una barreja de clorat de sodi i pols de ferro, que quan s'encén crema lentament a uns 600 °C (1.112 °F), en la qual produeixen clorur de sodi, òxid de ferro, i una taxa fixa d'uns 6,5 hores-home d'oxigen per quilogram de la barreja. La barreja té una vida útil indefinida si s'emmagatzema adequadament: les espelmes s'han emmagatzemat durant 20 anys sense disminuir la producció d'oxigen. La descomposició tèrmica allibera l'oxigen. El ferro ardent subministra la calor. L'espelma ha d'estar embolicada en aïllament tèrmic per mantenir la temperatura de reacció i protegir l'equip circumdant. La reacció clau és:
2 NaClO₃ → 2 NaCl + 3 O₂
El clorat de potassi i liti i els perclorats de sodi, potassi i liti també es poden utilitzar en espelmes d'oxigen.
Una explosió provocada per una d'aquestes espelmes va matar dos mariners de la Royal Navy a l'HMS Tireless (S88), un submarí de propulsió nuclear, sota l'àrtic el 21 de març de 2007. L'espelma s'havia contaminat amb oli hidràulic, el que va fer que la barreja explotés en lloc de cremar-se.
Al generador d'oxigen Vika utilitzat en algunes naus espacials, el perclorat de liti és la font d'oxigen. A 400 °C, allibera el 60% del seu pes com a oxigen:
LiClO₄ → LiCl + 2 O₂

## Generadors d'oxigen d'adsorció per oscil·lació de pressió (PSA)
Els avenços en la tecnologia han proporcionat sistemes generadors industrials d'oxigen per a l'ús on hi hagi aire disponible i es desitgi una concentració més elevada d'oxigen. L'adsorció per inversió de pressió incorpora un material anomenat tamís molecular per a la separació de gasos. En el cas de la generació d'oxigen, un tamís basat en zeolita força l'adsorció preferencial per nitrogen. Es passa aire net i sec a través dels llits de tamís en el generador d'oxigen, produint un gas enriquit amb oxigen. També s'empra equipament amb membrana de separació de nitrogen.

## Usos
Els generadors químics d'oxigen s'utilitzen en aeronaus, aparells de respiració per a bombers i equips de salvament de mines, submarins i, a tot arreu, cal un generador d'oxigen d'emergència compacte amb una llarga vida útil. Normalment contenen un dispositiu d'absorció de diòxid de carboni, de vegades un filtre farcit d'hidròxid de liti; un quilogram de LiOH absorbeix aproximadament mig quilogram de CO₂.
- Els generadors d'oxigen autònoms s'empren en submarins.
- Els dispositius d'auto-rescat autònoms s'empren per facilitar la fugida de les mines.
- A l'Estació Espacial Internacional, els generadors químics d'oxigen s'empren com a subministrament de suport. Cada contenidor pot produir suficient oxigen per a un membre de la tripulació durant un dia.[9]